# Potenciostato

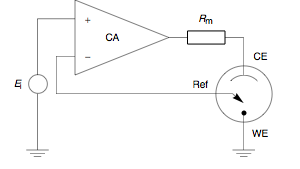
Fig. 1 : Esquema de un potenciostato.

Un potenciostato es el dispositivo electrónico requerido para controlar una celda de tres electrodos y ejecutar la mayoría de los experimentos electroanalíticos. Un Bipotenciostato y un polipotenciostato son capaces de controlar dos electrodos de trabajo y más de dos electrodos de trabajo, respectivamente.
El sistema funciona manteniendo el potencial del electrodo de trabajo a un nivel constante con respecto al potencial del electrodo de referencia mediante el ajuste de la corriente en un electrodo auxiliar. Se trata de un circuito eléctrico, que se describe generalmente en forma de simples op-amps. 

## Uso primario
Este equipo es fundamental para los modernos estudios electroquímicos con sistemas de tres electrodos para las investigaciones de los mecanismos de reacción relacionados con la química redox y otros fenómenos químicos. Es una de las primeras formas de instrumentación química. Las dimensiones de los datos resultantes dependen del experimento. En voltamperometría, la corriente eléctrica en A se representa frente al potencial eléctrico en V. En una culombimetría potenciostática se representan los culombios totales pasados (carga eléctrica total) frente al tiempo en segundos, incluso a través de las medidas experimentales corriente eléctrica (en amperios) frente al tiempo. Esto se hace para demostrar que el experimento se está acercando a un número esperado de coulomb. 
La mayoría de primeros potenciostatos podían funcionar de forma independiente, proporcionando los datos de salida a través de una huella física. Los Potenciostatos modernos están diseñados para interactuar con un ordenador personal y operan a través de un paquete de software especializado. El software automatizado permite al usuario cambiar rápidamente los experimentos y las condiciones experimentales. La importancia del ordenador consiste en que permite que los datos sean almacenados y analizados con mayor eficacia, rapidez y precisión que con los métodos históricos. 

### Características más significativas
En los experimentos electroquímicos los electrodos son la pieza del equipo que está en contacto directo con el analito. Por esta razón, los electrodos son muy importantes para la determinación del resultado experimental. La superficie del electrodo puede o no catalizar las reacciones químicas. El tamaño de los electrodos influye en la magnitud de las corrientes que pasan y que pueden afectar la relación señal-ruido. Pero los electrodos no son el único factor limitante para los experimentos electroquímicos, el potenciostato también tiene un rango de operación limitado. Las siguientes son una serie de características importantes que varían entre los instrumentos. 
- Rango de potencial eléctrico (medido y aplicado): aunque el intervalo de potencial se basa sobre todo en intervalo disolvente la electrónica también puede limitar el posible rango.
- Precisión en el potencial (medido y aplicado): los límites de las desviaciones entre lo real y lo medido.
- Rango de velocidad de exploración: la forma lenta o rápida en que un intervalo de potencial puede ser escaneado es muy importante para los experimentos que requieren de altas velocidades de exploración como los que implican ultramicroelectrodos.
- Frecuencia de muestreo: la velocidad a la que el potencial o el voltaje puede ser muestreadas con precisión. Esto puede ser importante para los experimentos que requieren de alta velocidades de exploración como los que implican ultramicroelectrodos.
- Tamaño del archivo: un factor limitante puede ser el límite de tamaño del archivo. Lo más probable es que esto afecte a la elección de la gama de potencial de barrido o a la velocidad de muestreo del potencial.
- Rango de la corriente eléctrica (medida y aplicada ): el rango máximo que la corriente puede ser muestreada. La aplicación de grandes corrientes es importante para los experimentos que pasan una gran cantidad de corriente como una mayoría de las culombimetrías potenciométricas. La medición de corrientes pequeñas es importante para los experimentos que pasan pequeñas corrientes, como las relacionadas con los ultramicroelectrodos.
- Resolución de la corriente: determina el rango de operación de un experimento concreto y la resolución de bits de esos datos en la dimensión de la corriente.
- Precisión en la corriente (medida y aplicada): los límites de las desviaciones entre lo real y lo medido.
- Número de canales de trabajo: Cuántos electrodos de trabajo puede instrumento controlar. Se necesita un “bipotentiostato para controlar sistemas con dos electrodos de trabajo como un electrodo de anillo-disco rotatorio. Un polipotenciostato puede ser importante para controlar algunos experimentos biológicos con tres o más electrodos de trabajo.
- Huella: los potenciostatos incluyen pequeños dispositivos de unos 20 x 10 x 5 cm y un peso inferior a un kilogramo o a una simple tableta que puede instalarse en un ordenador de sobremesa. Un gran banco sería del orden de 50 x 20 x 10 cm y pesar hasta o más de 5 kilogramos.
- Interfaz: el instrumento puede funcionar de forma independiente o deben ser esclavizado a un ordenador personal.
- Generador de barrido: se puede aplicar un sistema analógico de barrido o se utiliza un generador digital de etapas como una aproximación. Si se hace uso de uno digital de etapas entonces la resolución de la etapa es importante.
- Electrodo rotatorio: el instrumento puede operar un electrodo rotatorio. Esto es intrínseco para los experimentos que requieren un electrodo de disco rotatorio o un electrodo de anillo-disco rotatorio.

## Relaciones básicas
Un potenciostato es un dispositivo de control y de medición. Consiste en un circuito eléctrico, que controla el potencial a través de la celda mediante la detección de cambios en su resistencia, variando en consecuencia la corriente suministrada al sistema: una mayor resistencia se traducirá en una disminución de la corriente, mientras que una menor resistencia se traducirá en un incremento de la corriente, a fin de mantener la tensión constante. Se trata de una simple aplicación de la ley de Ohm. 
{\displaystyle {R}={E \over I}}
Por consiguiente, el sistema variable resistencia y el controlado corriente son inversamente proporcionales.
{\displaystyle I_{o}={E_{c} \over R_{v}}}
- {\displaystyle I_{o}} es la corriente eléctrica de salida del potenciostato
- {\displaystyle E_{c}} es el voltaje que se mantiene constante
- {\displaystyle R_{v}} es la resistencia eléctrica que varía.

## Principios de Operación
Desde 1942, cuando Hickling construyó el primero de tres electrodos potenciostáticos, se ha hecho un progreso significativo en la mejora de las capacidades del potenciostato. Hickling tuvo la genial idea de controlar automáticamente el potencial de la celda por medio de un tercer electrodo: el electrodo de referencia. Su principio se ha mantenido igual hasta la actualidad. De un vistazo, un potenciostato mide la diferencia de potencial entre el electrodo de trabajo y el de referencia, la corriente se aplica a través del contraelectrodo y mide la corriente como una caída de tensión {\displaystyle i} *{\displaystyle R} en una resistencia en serie ({\displaystyle R_{\textrm {m}}} en la Fig. 1).
El amplificador de control de CA es el responsable de mantener la tensión entre el electrodo de referencia y el electrodo de trabajo lo más cerca posible a la tensión de la fuente de entrada {\displaystyle E_{\textrm {i}}} . Se ajusta la salida para controlar automáticamente la corriente de la celda a fin de que se cumple esta condición de igualdad. Para entender cómo funciona, tenemos que escribir algunas ecuaciones muy conocidas por los ingenieros electrónicos. 

Antes de seguir adelante con las matemáticas, note que desde un punto de vista eléctrico la celda electroquímica y la resistencia que mide la corriente {\displaystyle R_{\textrm {m}}} pueden considerarse como dos impedancias (Fig. 2). 

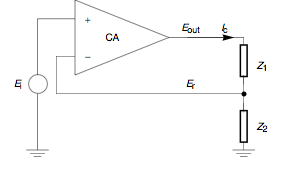
Fig. 2 : Esquema de un potenciostato, con una celda electroquímica sustituida por dos impedancias.

{\displaystyle Z_{1}} incluye {\displaystyle R_{\textrm {m}}} en serie con la impedancia de la interfase del contraelectrodo y la resistencia de la solución entre el contraelectrodo y el de referencia.
{\displaystyle Z_{2}} representa la impedancia de la interfase del electrodo de trabajo en serie con la resistencia de la solución entre el electrodo de trabajo y el de  referencia. 
La función de control del amplificador es amplificar la diferencia de potencial entre la entrada positiva (o no invertida) y la entrada negativa (o invertida). Esto puede traducirse matemáticamente en la siguiente ecuación: 
{\displaystyle E_{\textrm {out}}=A\,(E^{+}-E^{-})=A\,(E_{\textrm {i}}-E_{\textrm {r}})}. (1)
dónde {\displaystyle A} es el factor de amplificación de la CA. En este punto debemos hacer la suposición de que está fluyendo una corriente nula o insignificante a través del electrodo de referencia. Esto corresponde a la situación real cuando el electrodo de referencia está conectado a un electrómetro de alta impedancia. Así, la corriente de la celda se puede escribir de dos maneras: 
{\displaystyle I_{\textrm {c}}={\frac {E_{\textrm {out}}}{Z_{1}+Z_{2}}}},(2)
y
{\displaystyle I_{\textrm {c}}={\frac {E_{\textrm {r}}}{Z_{2}}}}. (3)
Combinando las ecuaciones (2) and (3) obtenemos la ecuación (4):
{\displaystyle E_{\textrm {r}}={\frac {Z_{2}}{Z_{1}+Z_{2}}}\,E_{\textrm {out}}=\beta \,E_{\textrm {out}},} (4)
dónde {\displaystyle \beta } es la fracción de la tensión de salida del amplificador de control que vuelve a su salida negativa, es decir, el factor de retroalimentación: 
{\displaystyle \beta ={\frac {Z_{2}}{Z_{1}+Z_{2}}}}.
Combinando la ecuaciones (1) y (4) obtenemos la ecuación (6):
{\displaystyle {\frac {E_{\textrm {r}}}{E_{\textrm {i}}}}={\frac {\beta \,A}{1+\beta \,A}}}. (6)
Cuando la cantidad de {\displaystyle \beta } {\displaystyle A} se hace muy grande  respecto a uno, la ecuación (6) se reduce a la ecuación (7), que es una de las ecuaciones de retroalimentación negativa:  
{\displaystyle E_{\textrm {i}}=E_{\textrm {r}}}. (7)
La ecuación. (7) demuestra que el amplificador de control trabaja para mantener la tensión entre el de referencia y el de trabajo próximo al voltaje de la fuente de entrada.

## Otras lecturas
- «An Inexpensive Field-Portable Programmable Potentiostat». The Chemical Educator. doi 10.1333/s00897050972a. Archivado desde el original el 1 de diciembre de 2008. Consultado el 6 de octubre de 2008.
- Staicopoulos, D. N. (1961), «High Current Electronic Potentiostat», Review of Scientific Instruments 32: 176, doi:10.1063/1.1717304.